# Trouvans
Trouvans ist eine französische Gemeinde mit 103 Einwohnern (Stand: 1. Januar 2022) im Département Doubs in der Region Bourgogne-Franche-Comté.

## Geographie
Trouvans liegt auf 325 m, acht Kilometer nördlich von Baume-les-Dames und etwa 32 Kilometer nordöstlich der Stadt Besançon (Luftlinie). Das Dorf erstreckt sich in der gewellten Landschaft zwischen den Flusstälern von Doubs im Süden und Ognon im Norden, in einem Becken im Quellgebiet des Crenu am Nordfuß des Mont du Ciel.
Die Fläche des 2,69 km² großen Gemeindegebiets umfasst einen Abschnitt der gewellten Landschaft zwischen Doubs und Ognon. Der nördliche Teil des Gebietes wird vom Talbecken des Crenu (Zufluss des Ognon) eingenommen, das durchschnittlich auf 300 m liegt. Es ist überwiegend mit Acker- und Wiesland bestanden. Nach Süden erstreckt sich das Gemeindeareal über den Hang von Trouvans bis auf die angrenzenden Höhen von Bois Verdot (445 m) und Mont du Ciel, auf dem mit 470 m die höchste Erhebung von Trouvans erreicht wird. Nach Westen reicht der Gemeindeboden auf das Plateau von Montmartin.
Nachbargemeinden von Trouvans sind Huanne-Montmartin im Norden, Mésandans im Osten, Rillans und Verne im Süden sowie Tournans im Westen.

## Geschichte
Erstmals urkundlich erwähnt wird Trouvans im Jahr 1343. Im Mittelalter hatten sowohl die Abtei von Baume-les-Dames und die Herren von Montmartin Grundbesitz auf dem heutigen Gemeindegebiet. Zusammen mit der Franche-Comté gelangte das Dorf mit dem Frieden von Nimwegen 1678 definitiv an Frankreich.

## Sehenswürdigkeiten
Zu den Sehenswürdigkeiten von Trouvans zählen die Maison Bouvard mit einem skulptierten Schornstein sowie die Fontaine de la Mairie aus dem 19. Jahrhundert in der Form eines Lavoirs. Der Brunnen ist mit einem Löwen geschmückt.

## Bevölkerung
| Jahr                       | 1962 | 1968 | 1975 | 1982 | 1990 | 1999 | 2004 | 2016 |
| Einwohner                  | 37   | 39   | 46   | 44   | 44   | 62   | 74   | 104  |
| Quellen: Cassini und INSEE |      |      |      |      |      |      |      |      |

Mit 103 Einwohnern (Stand 1. Januar 2022) gehört Trouvans zu den kleinsten Gemeinden des Départements Doubs. Nachdem die Einwohnerzahl in der ersten Hälfte des 20. Jahrhunderts deutlich abgenommen hatte (1886 wurden noch 111 Personen gezählt), wurde seit Beginn der 1990er Jahre ein kontinuierliches Bevölkerungswachstum verzeichnet.

## Wirtschaft und Infrastruktur
Trouvans war bis weit ins 20. Jahrhundert hinein ein vorwiegend durch die Landwirtschaft (Ackerbau, Obstbau und Viehzucht) geprägtes Dorf. Noch heute leben die Bewohner zur Hauptsache von der Tätigkeit im ersten Sektor. Außerhalb des primären Sektors gibt es nur wenige Arbeitsplätze im Dorf. Einige Erwerbstätige sind auch Wegpendler, die in den umliegenden größeren Ortschaften ihrer Arbeit nachgehen.
Die Ortschaft liegt abseits der größeren Durchgangsstraßen an einer Départementsstraße, die von Mésandans nach Tournans führt. Der nächste Anschluss an die Autobahn A36 befindet sich in einer Entfernung von ungefähr neun Kilometern. Weitere Straßenverbindungen bestehen mit Verne und Huanne-Montmartin.